# Musical Instrument Museums Online

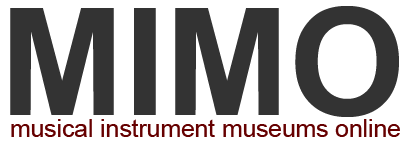

Musical Instrument Museums Online (MIMO) ist ein Gruppenprojekt der europeana.eu mit dem Ziel, einen zentralen Zugang zu digitalen Informationen über Musikinstrumente in Europäischen Museen zu ermöglichen. Das Projekt bietet die Infrastruktur, um Bilder, Beschreibungen, Klangbeispiele und Videos zu einer Vielzahl historischer Musikinstrumente im Internet verfügbar zu machen. Hierzu zählen herausragende Instrumente wie Geigen aus der Werkstatt Antonio Stradivaris, Instrumente vom Erfinder des Hammerklaviers oder auch ein Synthesizer der schwedischen Band ABBA. Viele dieser Instrumente wurden nie zuvor öffentlich gezeigt. Differenzierte Suchfunktionen ermöglichen es, Instrumente bestimmter Typen, Herkunft oder Hersteller zu vergleichen, die sich in verschiedenen Sammlungen befinden.

## Geschichte
Das für zwei Jahre vorgesehene Projekt wurde am 1. September 2009 in Florenz gestartet und die Ziele wurden den Teilnehmern des Internationalen Verbandes der Musikinstrumentenmuseen und -sammlungen (CIMCIM, Comité International des Musées et Collections d'Instruments de Musique) erstmals vorgestellt. Es wurde ein Konsortium mit elf führenden europäischen Fachmuseen und Institutionen aus Belgien, Deutschland, Frankreich, Großbritannien, Italien und Schweden gegründet, welches beschloss, mindestens fünf Jahre lang eng zusammenzuarbeiten. Im August 2011 wurde, nach einer Testphase, das erste Datenpaket online gestellt. In diesen beiden Jahren wurde das Projekt vom eContentplus-Programm der Europäischen Kommission mitfinanziert und wird seitdem durch Beiträge der teilnehmenden Institutionen getragen. Eine CIMCIM-Arbeitsgruppe begleitet die weitere Zukunft des Projekts.

## Organisation
Die Projektleitung ist an der University of Edinburgh angebunden, das MIMO-Konsortium besteht aus zehn Arbeitsgruppen aus den folgenden Institutionen:
- Musikinstrumentenmuseum Brüssel
- Royal Museum for Central Africa, Tervuren, Belgium
- Cité de la musique, Paris
- Ethnologisches Museum, Staatliche Museen zu Berlin
- Germanisches Nationalmuseum, Nürnberg
- Museum für Musikinstrumente der Universität Leipzig
- Università degli Studi di Firenze
- The Stockholm Music Museum
- Horniman Museum, London
- University of Edinburgh

Im Jahr 2011 steuerten weitere Sammlungen ihren Datenbestand bei.

## Strategie
Das präsentierte Material richtet sich an eine große Bandbreite von Nutzern, mit Informationen, die nicht nur für Wissenschaftler (Musikwissenschaftler, Organologen) nützlich sind, sondern auch für Schüler, Lehrer, Kuratoren, Musiker, Instrumentenbauer, freischaffende Restauratoren, Auktionatoren, Antiquariate und allgemeine Web-Nutzer.
Um die breite Öffentlichkeit auf das Vorhaben aufmerksam zu machen, wurde im Juni 2011 eine virtuelle Ausstellung zum Thema „Entdecken Sie die Welt der Musikinstrumente“ gestartet. Diese Ausstellung zeigt beispielhaft verschiedene Aspekte, unter denen Musikinstrumente betrachtet werden können – z. B. Gestaltung der Musikinstrumente, Riten und Kultur, Instrumentenbauer.

## Datenbank und Infrastruktur
Durch das MIMO-Projekt wurden ca. 40 % des europäischen und ca. 16 % des weltweiten Bestandes von Musikinstrumenten in öffentlichen Sammlungen erfasst. Rund 45.000 Instrumente sind durch Fotos, digitale Audiodateien und Videoclips vertreten. Die so zusammengetragenen Daten sind einerseits über das Portal europeana.eu, andererseits über eine eigenständige Datenbank (MIMO-DB) mit differenzierten Suchmöglichkeiten zugänglich. Letztere enthält detailliertere Angaben, zusätzliche Fotos sowie weitere Datensätze (etwa im Krieg zerstörte Instrumente, von denen keine Abbildungen existieren).
Die von den Partnern zur Verfügung gestellten Daten werden zentral gesammelt, mit den mehrsprachigen Klassifikationsdaten angereichert, in die MIMO-DB eingespeist und von dort aus zur Europeana übertragen. Zum Datenaustausch wird das XML-Format LIDO genutzt.
Im Rahmen des Projekts entstanden mehrere Hilfsmittel zur Erforschung und Dokumentation von Musikinstrumenten in Sammlungen, die für ähnlich gelagerte Vorhaben weiterhin zur Verfügung stehen.
- Detaillierte Richtlinien zum Fotografieren von Musikinstrumenten, zur Erstellung von Bild-, Ton- und Videodigitalisaten.
- Eine überarbeitete Version der Hornbostel-Sachs-Systematik zur Klassifikation von Musikinstrumenten, die um bisher nicht berücksichtigte Instrumententypen – darunter insbesondere elektronische Musikinstrumente und die Kategorie der Membranopipes bei den eigentlichen Blasinstrumenten – erweitert wurde.
- Eine kontrollierte Liste von rund 4800 vertretenen Instrumentenbauern, die deren Lebens- bzw. Wirkungsdaten, alternative Schreibweisen und Quellennachweise enthält.
- Ein mehrsprachiges, hierarchisch organisiertes Vokabular zur Klassifikation von Musikinstrumenten anhand allgemeinsprachlicher Begriffe und zur Verknüpfung mit den zugehörigen Kategorien der Hornbostel-Sachs-Klassifikation.

## Sprachen
Das MIMO-Projekt ist grundsätzlich mehrsprachig angelegt. Die vertretenen Sprachen (Deutsch, Englisch, Italienisch, Französisch, Niederländisch, Schwedisch) repräsentieren die Herkunftsländer der MIMO-Konsortiumsmitglieder.